# Far de Torredembarra
El far de Torredembarra és un far a la vora del mar a la Punta de la Galera a la localitat de Torredembarra. Està gestionat per l'autoritat portuària del Port de Tarragona. Té una alçada de pla focal sobre el nivell del mar de 58 metres i sobre el terreny de 38, amb un abast geogràfic de 20 milles. Aquest far té la torre més alta de tots els fars de Catalunya.
Es va decidir construir el far el 1985, segons els criteris del Pla de Senyals Marítims 1985-1989. Les obres van començar i es van acabar el 1999. Es va estrenar a les 00.00 hores el 1r de gener de l'any 2000. Va ser l'últim far construït a Espanya al segle xx. Va ser dissenyat i construït sota les ordres de l'arquitecte Josep A. Llinàs, un arquitecte vinculat a la zona, que també ha remodelat espais com el Teatre Metropol de Tarragona i construït un institut de secundària a Torredembarra. Conta de 217 graons i té una forma octavada de formigó blanc.